# Коллине
Коллине́ (фр. Collinée, брет. Koedlinez, галло Coètneiz) — коммуна во Франции, находится в регионе Бретань. Департамент — Кот-д’Армор. Главный город кантона Коллине. Округ коммуны — Динан.
Код INSEE коммуны — 22046.

## География
Коммуна расположена приблизительно в 370 км к западу от Парижа, в 70 км западнее Ренна, в 30 км к юго-востоку от Сен-Бриё.
По территории коммуны протекает река Ранс.

## Население
Население коммуны на 2008 год составляло 927 человек.
| 1962 | 1968 | 1975 | 1982 | 1990 | 1999 | 2008 |
| ---- | ---- | ---- | ---- | ---- | ---- | ---- |
| 552  | 619  | 722  | 758  | 894  | 938  | 927  |

## Администрация
| Период | Период | Фамилия           | Партия                              | Примечания |
| ------ | ------ | ----------------- | ----------------------------------- | ---------- |
| 1983   | 1995   | Моиз Руже         | Французская коммунистическая партия |            |
| 1995   | 2001   | Пьер Шнайдер      | Объединение в поддержку республики  |            |
| 2001   | 2014   | Жан-Паскаль Гийуэ | Социалистическая партия             |            |

## Экономика
В 2007 году среди 531 человека в трудоспособном возрасте (15—64 лет) 384 были экономически активными, 147 — неактивными (показатель активности — 72,3 %, в 1999 году было 67,1 %). Из 384 активных работали 351 человек (204 мужчины и 147 женщин), безработных было 33 (11 мужчин и 22 женщины). Среди 147 неактивных 52 человека были учениками или студентами, 41 — пенсионерами, 54 были неактивными по другим причинам.

## Фотогалерея
- Ветроустановки
- Мэрия
- Карта коммуны